# کرامت‌الله فرنود
کرامت‌الله فرنود سیاست‌مدار ایرانی بود، که در  دوره بیست و سوم  به‌عنوان نماینده مشهد در مجلس شورای ملی حضور داشت.